# 池成浩
池成浩（韩语：／ Ji Seongho，1982年4月3日—），曾誤譯作池承鎬，是一名脫北者、人權活動家，現居於韓國，有“北韓陳光誠”之稱。曾任第21届韩国国会未来统合党议员，现任咸镜北道知事。

## 生平
池成浩1982年4月3日生于会宁集中营附近。在朝鮮飢荒中，14歲的池成浩爬上火車偷煤以維持家中生計，不慎跌下車被軋斷左手和左腳。2006年逃離朝鮮，經由中國輾轉來到韓國。
池成浩多次控訴朝鮮當局包括大規模迫害和虐待身障人士在內的一系列侵犯人權的罪行。